# Europejski pakt na rzecz równości płci
Europejski pakt na rzecz równości płci – dokument Unii Europejskiej będący konkluzją rady z dnia 7 marca 2011.
Twórcy paktu wyszli z założenia, że równość kobiet i mężczyzn stanowi podstawową wartość Unii Europejskiej zagwarantowaną w traktatach i jest jednym z celów i zadań Unii, a uwzględnianie zasady równości kobiet i mężczyzn we wszystkich jej działaniach jest jednym z ogólnych celów Unii. Twórcy zauważyli, że Unia dysponuje wprawdzie znaczącym dorobkiem, jeśli chodzi o prawodawstwo propagujące zgodność z zasadą równego traktowania kobiet i mężczyzn w dziedzinach takich jak zatrudnienie i dostęp do towarów i usług, to jednak kolejne roczne sprawozdania zatytułowane Równość kobiet i mężczyzn przyjmowane przez Komisję Europejską pokazują, że postępy są w tym zakresie powolne i że faktyczna równość płci nie została jeszcze osiągnięta. 
Strategia Komisji Europejskiej na rzecz równości kobiet i mężczyzn w latach 2010–2015 jest kontynuacją komisyjnego planu działań na rzecz równości kobiet i mężczyzn na lata 2006–2010. Zadania te będą realizowane m.in. w ramach strategii Europa 2020. Strategia na rzecz równości kobiet i mężczyzn jest skupiona wokół pięciu priorytetów: 
- równej niezależności ekonomicznej,
- równej płacy za tę samą pracę lub pracę równej wartości,
- równości w procesach decyzyjnych,
- godności, integralności i eliminacji przemocy uwarunkowanej płcią,
- równości płci w działaniach zewnętrznych[1].

Strategia podejmuje również szereg ważnych kwestii horyzontalnych odnoszących się do roli przypisywanych każdej z płci, prawodawstwa, zarządzania i narzędzi na rzecz równości płci.
Twórcy strategii uznali, że równość kobiet i mężczyzn jest nie tylko jedną z podstawowych wartości unijnych, ale też, że polityki w zakresie równości płci mają duże znaczenie dla wzrostu gospodarczego, dobrobytu i konkurencyjności. Pięć lat po przyjęciu pierwszego Europejskiego paktu na rzecz równości płci potrzebny był unijnym urzędnikom nowy impuls, przede wszystkim by potwierdzić i wspierać ścisły związek między strategią Komisji na rzecz równości kobiet i mężczyzn, a strategią Europa 2020. W związku z tym Rada Unii Europejskiej potwierdziła swoje zaangażowanie na rzecz zrealizowania ambitnych celów UE w zakresie równości płci wymienianych w Traktacie lizbońskim. Chodzi tu przede wszystkim o:
- zniwelowanie różnic w traktowaniu kobiet i mężczyzn w odniesieniu do zatrudnienia i ochrony socjalnej, w tym zjawiska różnicowania wynagrodzenia ze względu na płeć, zwłaszcza w trzech dziedzinach o wielkim znaczeniu dla równości płci, tj. w dziedzinie zatrudnienia, kształcenia i propagowania włączenia społecznego, w szczególności przez ograniczanie ubóstwa, tym samym przyczyniając się do potencjału rozwoju europejskiej siły roboczej,
- wspieranie równowagi między funkcjonowaniem zawodowym, a prywatnym wśród kobiet i mężczyzn w trakcie całego życia, tak by zwiększać równość płci i udział kobiet w rynku pracy i przyczyniać się do sprostania wyzwaniom demograficznym,
- zwalczania wszelkich form przemocy wobec kobiet, aby zagwarantować, że kobiety będą mogły w pełni korzystać z przysługujących im praw człowieka, oraz aby osiągnąć równouprawnienie płci, w tym z myślą o wzroście gospodarczym sprzyjającym włączeniu społecznemu[1].

Celem zrealizowania powyższych zadań twórcy strategii wezwali do podjęcia pilnych działań na szczeblu państw członkowskich oraz na szczeblu unijnym: promowanie zatrudniania kobiet we wszystkich grupach wiekowych i zniwelowanie różnic w traktowaniu kobiet i mężczyzn w odniesieniu do zatrudnienia, w tym poprzez walkę ze wszystkimi formami dyskryminacji, zwalczanie stereotypów płci i promowanie równości płci na wszystkich szczeblach kształcenia i szkolenia, a także w życiu zawodowym, tak by zmniejszać segregację płciową na rynku pracy, zagwarantowanie równej płacy za tę samą pracę i pracę równej wartości, propagowanie wzmacniania pozycji kobiet w życiu politycznym i gospodarczym oraz promowanie kobiet przedsiębiorców, zachęcanie partnerów społecznych i przedsiębiorstw do wychodzenia z inicjatywami na rzecz równości płci i do ich faktycznego realizowania oraz do propagowania programów równości płci w miejscu pracy oraz promowanie równego uczestnictwa kobiet i mężczyzn w procesach decyzyjnych na wszystkich szczeblach i we wszystkich dziedzinach, aby w pełni wykorzystać talenty wszystkich osób.
Sposobem wdrożenia powyższego w życie miałoby być: zwiększenie podaży odpowiednich, dostępnych i wysokiej jakości usług opieki nad dziećmi poniżej wieku, w którym zaczyna się obowiązek szkolny, z uwzględnieniem popytu na te usługi i zgodnie z krajowymi wzorcami zapewniania opieki nad dziećmi, tak by osiągnąć cele określone przez Radę Europejską na posiedzeniu w Barcelonie w marcu 2002, zapewnienie większych możliwości opieki nad innymi finansowo niesamodzielnymi członkami rodziny oraz promowanie elastycznych systemów godzin pracy i różnych form urlopów zarówno dla kobiet, jak i dla mężczyzn. Sposoby zaradzania różnym formom przemocy wobec kobiet to przyjmowanie, realizowanie i monitorowanie strategii na szczeblu poszczególnych państw członkowskich i na szczeblu Unii z myślą o wyeliminowaniu przemocy wobec kobiet, skuteczniejsze zapobieganie przemocy wobec kobiet oraz ochrona ofiar i potencjalnych ofiar, w tym kobiet ze wszystkich grup defaworyzowanych oraz podkreślenie roli i odpowiedzialności mężczyzn i chłopców, jeśli chodzi o proces wykorzeniania przemocy wobec kobiet.
Według niektórych naukowców twórcy Paktu pominęli fakt, że praca tylko na część etatu (a zatem w wymiarze niższym niż w przypadku większości mężczyzn) odpowiada znacznej liczbie kobiet pozostających w wieku produkcyjnym, w szczególności zaś matkom małych dzieci. Takie podejście może nie tylko rozmijać się z preferencjami licznej grupy kobiet, lecz może także wpływać na ograniczenie dzietności.